# Thalatta
Thalatta là một chi bướm đêm thuộc họ Erebidae.